# Psittacanthus cyclophyllus
Psittacanthus cyclophyllus är en tvåhjärtbladig växtart som beskrevs av Kuijt. Psittacanthus cyclophyllus ingår i släktet Psittacanthus och familjen Loranthaceae. Inga underarter finns listade i Catalogue of Life.